# Hattrick
Hattrick（玩家常用缩写 HT）是一个在线的、基于浏览器的足球管理游戏（MMOG），最早是瑞典人在1997年8月推出的，到现在已有23年历史。目前该游戏包含了118个不同的国家，每个国家都有它自己的联赛，以及44种不同的语言版本（自2008年3月20日）。截至2007年8月，注册该网站已经有超过96万用户，每个成员都有其自己的球队。一般用户在一赛季中参加14场联赛。

## 游戏简介

Hattrick 屏幕截图

在游戏中率领一支虚拟足球队，与来自世界各地的球队比赛。
在游戏中，用户将同时身兼俱乐部老板和经理，既负责球员的引进和卖出，又负责将俱乐部的资金投入一些设施，如修建更大的体育场或成立青年队等等。玩家要从当时处于最佳状态的球员中挑选并组建一支球队，在赛前制定战术、决定训练计划……用户几乎可以毫无限制地控制自己的球队，只受经济和战术上一些限制。因此，在HT中存在不同类型的球队，可以自由发挥。普通用戶只需通過瀏覽器就可以進行HT，每週球隊將進行2場比賽——1場聯賽、1場杯賽／友誼賽，每場比賽都是90分鐘。
參與Hattrick，用户须要制定一個長期的計畫，因为從低級別聯賽升級並不是一件容易的事情。和現實中的足球教练一樣，用户必須將球場上的一切因素都要考慮在內。

## 联赛体系
联赛级别的数量因国家（地区）而异，但基本结构是一样的。联赛体系如下：
1. 顶级联赛
2. 二级联赛分 4 组（II.1, II.2, II.3, II.4）
3. 三级联赛分 16 组（III.1、III.2 等等，一直到 III.16）
4. 四级联赛分 64 组（IV.1、IV.2 等等，一直到 IV.64）
5. 五级联赛分 256组（V.1、V.2 等等，一直到 V.256）
6. 六级联赛分 1024 组（VI.1、VI.2 等等，一直到 VI.1024）
7. 七级联赛分 1024 组（VII.1、VII.2 等等，一直到 VII.1024）
8. 八级联赛分 2048 组（VIII.1、VIII.2 等等，一直到 VIII.2048）
9. 九级联赛分 2048 组（IX.1、IX.2 等等，一直到 IX.2048）
10. 十级联赛分 4096 组（X.1、X.2 等等，一直到 X.4096）
11. 十一级联赛分 4096 组（IX.1、IX.2 等等，一直到 IX.4096）

- 注意，第六级与以下的联赛级别的规模是其之上一级的双倍。
- 不同国家（或地区）的联赛级别数量不同。每个赛季经常是 16 周，其中包括 14 轮联赛和紧随其后的附加赛（一周）以及没有联赛赛事的一周。

## 赛季
HT里的比赛是半真实性，比赛需用时1小时45分鐘（比賽時間90分鐘，中場休息時間15分鐘）才能完成，球队每星期只参加一个联赛，与实际相似。但是，休季时间就是削减至两个星期。每个联赛里有 8 支球队，采用双循环制，也就是一共 14 轮：7轮当主场和7轮作客。
| Hattrick 联赛升级与降级模式* |                    |                        |                    |                          |                          |
| 排名                         | 第一级联赛         | 第二、三、四、五级联赛 | 第六级联赛         | 第七级联赛或以下（单数） | 第八级联赛或以下（双数） |
| 1st                          | 国家联赛           | 自动晋级或附加赛       | 自动晋级或附加赛   | 自动晋级                 |                          |
| 2nd                          |                    |                        |                    | 自动晋级                 |                          |
| 3rd                          | 留在他们原来的联赛 | 留在他们原来的联赛     | 留在他们原来的联赛 | 留在他们原来的联赛       | 留在他们原来的联赛       |
| 4th                          | 留在他们原来的联赛 | 留在他们原来的联赛     | 留在他们原来的联赛 | 留在他们原来的联赛       | 留在他们原来的联赛       |
| 5th                          | 附加赛†            | 附加赛†                |                    |                          |                          |
| 6th                          | 附加赛†            | 附加赛†                |                    |                          |                          |
| 7th                          | 自动降级†          | 自动降级†              | 自动降级†          | 自动降级†                | 自动降级†                |
| 8th                          | 自动降级†          | 自动降级†              | 自动降级†          | 自动降级†                | 自动降级†                |
| * -                          |                    |                        |                    |                          |                          |
| † - 最低级别里的球队除外     |                    |                        |                    |                          |                          |

联赛名次则是按照联赛积分、净胜球和进球数的顺序排列的。如果所有的排名因素都一样，就会以抛掷硬币的方式来决定排名。

## 青年队
为球队提供年轻球员。目前有两种青训模式，青年队与球探网络，这两种模式不可同时使用。

## 游戏规则
最新版本的遊戲規則可以在這裡看到：Hattrick 遊戲規則（页面存档备份，存于）